# Colotois flava
Colotois flava là một loài bướm đêm trong họ Geometridae.